# 中国驻科威特大使列表
本列表为中華民國和中華人民共和國驻科威特历任大使名录。

## 历任中国驻科威特大使

### 中华民国驻科威特大使（1963年－1971年）
1961年科威特独立后，中华民国与科威特于1963年建立外交关系。1971年，因科威特与中华人民共和国建交，中华民国与科威特断交。
| 姓名   | 任命           | 到任          | 递交国书      | 免职          | 离任          | 外交衔级 | 外交职务     | 备注                                    | 备注 |
| ------ | -------------- | ------------- | ------------- | ------------- | ------------- | -------- | ------------ | --------------------------------------- | ---- |
| 吴南如 | 1963年12月24日 | 1964年1月11日 | 1964年1月18日 | 1967年2月21日 | 1967年3月28日 | 大使     | 特命全权大使 | 初为驻伊朗兼，1964年1月20日起专驻科威特 |      |
| 王世明 | 1967年2月21日  | 1967年5月15日 | 1967年5月20日 |               | 1971年3月29日 | 大使     | 特命全权大使 |                                         |      |

### 中华人民共和国驻科威特大使（1971年至今）
1971年3月22日，中华人民共和国与科威特建交，开始派遣驻科威特大使。1990年8月，海湾战争爆发，中国驻科威特大使馆暂时撤退至沙特阿拉伯利雅得待命。1991年3月10日，驻科威特大使馆返馆恢复运作。
| 姓名   | 任命           | 任命           | 到任           | 递交国书       | 免职           | 免职           | 离任           | 外交衔级 | 外交职务     | 备注     |
| 姓名   | 全国人大常委会 | 主席           | 到任           | 递交国书       | 全国人大常委会 | 主席           | 离任           | 外交衔级 | 外交职务     | 备注     |
| ------ | -------------- | -------------- | -------------- | -------------- | -------------- | -------------- | -------------- | -------- | ------------ | -------- |
| 原士谦 | 不適用         | 不適用         | 1971年5月      |                | 不適用         | 不適用         | 1971年8月      |          | 临时代办     | 筹备开馆 |
| 孙盛渭 | 不適用         | 不適用         | 1971年8月5日   | 1971年8月22日  | 1977年10月24日 | 不適用         | 1977年5月28日  | 大使     | 特命全权大使 |          |
| 丁浩   | 1977年10月24日 | 不適用         | 1977年9月10日  | 1977年9月24日  | 1980年9月29日  | 不適用         | 1980年11月     | 大使     | 特命全权大使 |          |
| 鲁明   | 1981年3月6日   | 不適用         | 1981年4月      | 1981年4月22日  | 1983年9月2日   | 1984年4月4日   | 1983年7月4日   | 大使     | 特命全权大使 |          |
| 杨福昌 | 1983年9月2日   | 1984年4月4日   | 1984年1月      | 1984年2月8日   | 1987年3月19日  | 1987年6月27日  | 1987年6月      | 大使     | 特命全权大使 |          |
| 管子怀 | 1987年3月19日  | 1987年6月27日  | 1987年9月      | 1987年9月16日  | 1993年9月2日   | 1993年11月18日 | 1993年11月     | 大使     | 特命全权大使 | 兼驻巴林 |
| 王景祺 | 1993年9月2日   | 1993年11月18日 | 1993年12月     | 1993年12月29日 | 1996年8月29日  | 1996年12月18日 | 1996年11月     | 大使     | 特命全权大使 |          |
| 张志祥 | 1996年8月29日  | 1996年12月18日 | 1996年12月     | 1997年1月7日   | 2001年4月28日  | 2001年9月11日  | 2001年8月      | 大使     | 特命全权大使 |          |
| 曾序勇 | 2001年4月28日  | 2001年9月11日  | 2001年9月      | 2001年9月18日  |                | 2003年7月18日  | 2003年3月      | 大使     | 特命全权大使 |          |
| 吴久洪 |                | 2003年7月18日  | 2003年5月      |                | 2008年2月28日  | 2008年6月5日   | 2008年5月      | 大使     | 特命全权大使 |          |
| 黄杰民 | 2008年2月28日  | 2008年6月5日   | 2008年6月12日  | 2008年7月16日  | 2011年6月30日  | 2012年2月17日  | 2012年1月      | 大使     | 特命全权大使 |          |
| 崔建春 | 2011年6月30日  | 2012年2月17日  | 2012年2月22日  | 2012年4月10日  | 2014年12月28日 | 2015年5月27日  | 2015年4月      | 大使     | 特命全权大使 |          |
| 王镝   | 2014年12月28日 | 2015年5月27日  | 2015年7月3日   | 2015年9月15日  | 2018年8月31日  | 2019年1月4日   | 2018年10月15日 | 大使     | 特命全权大使 |          |
| 李名刚 | 2018年10月26日 | 2019年1月4日   | 2018年12月28日 | 2019年1月22日  | 2022年2月28日  | 2022年6月9日   | 2022年3月      | 大使     | 特命全权大使 |          |
| 张建卫 | 2022年2月28日  | 2022年6月9日   | 2022年5月22日  | 2022年11月15日 |                |                | 2025年6月7日   | 大使     | 特命全权大使 |          |